# پایگلان
پایگلان، روستایی از توابع بخش مرکزی شهرستان سروآباد در استان کردستان ایران است.

## وجه تسمیه
یعنی دامنهٔ گل‌ها از پای گُلان گرفته شده‌است.
پایگلان : پای به معنی پایتخت و گلان به معنی اقوام. پس پایگلان به معنی پایتخت اقوام می‌باشد. پایگلان هم کلمه ای هخامنشی بوده به معنای بایت گلان سرزمین کشاورزی

## موقعیت
این روستا در بین شهرهای سنندج، مریوان سروآباد و کامیاران قرار گرفته‌است. از لحاظ تقسیمات کشوری جز شهرستان سروآباد می‌باشد. روستای پایگلان در فاصله ۲۰ کیلومتری جاده اصلی سنندج – مریوان و در دامنه کوه‌های سر به فلک کشیده قرار گرفته‌است. جاده این روستا از مسیر دوآب کاملاً آسفالت و از مسیر تفین به کامیاران به طول ده کیلومتر خاکی و بقیه آسفالت می‌باشد.
مسیرهای منتهی به روستا:
۱- سنندج دوآب پایگلانحدودا ۹۰ کیلومتر
۲- مریوان و سروآباد دوآب پایگلان حدوداً ۶۰ کیلومتر
۳- کامیاران تفین پایگلان حدوداً ۷۰ کیلومتر

## جمعیت
این روستا در دهستان پایگلان قرار دارد و براساس سرشماری مرکز آمار ایران در سال ۱۳۸۵، جمعیت آن ۱٬۹۲۰ نفر (۴۵۷خانوار) بوده‌است.

## آثار تاریخی
۱- مسجد جامع عبداللهی، که با توجه به متن کتیبهٔ سردرب و محراب این مسجد در سال ۳۷ هجری قمری به دست مبارک صحابی بزرگوار پیامبر اسلام (ص) حضرت عبدالله بن عمر تأسیس شده‌است و به مسجد عبداللهی مشهور است.
۲- قلعهٔ خاکی لا قه لا: این قلعه با توجه به کاوشهای جدید دارای قدمت 6500 ساله بوده که در ۳۰۰ متری جنوب روستا قرار داشته و در تاریخ ۱۵مرداد ۱۳۸۴ با شماره ثبت ۱۲۸۰۳ به ثبت ملی رسیده‌است.
۳- قلعه بایزید: این قلعه هم که در ۵۰۰ متری شرق روستا قرار دارد در تاریخ ۱۵ مرداد ۱۳۸۴ با شماره ثبت ۱۲۸۰۲ به ثبت ملی رسیده‌است.

## قله‌ها و کوهها

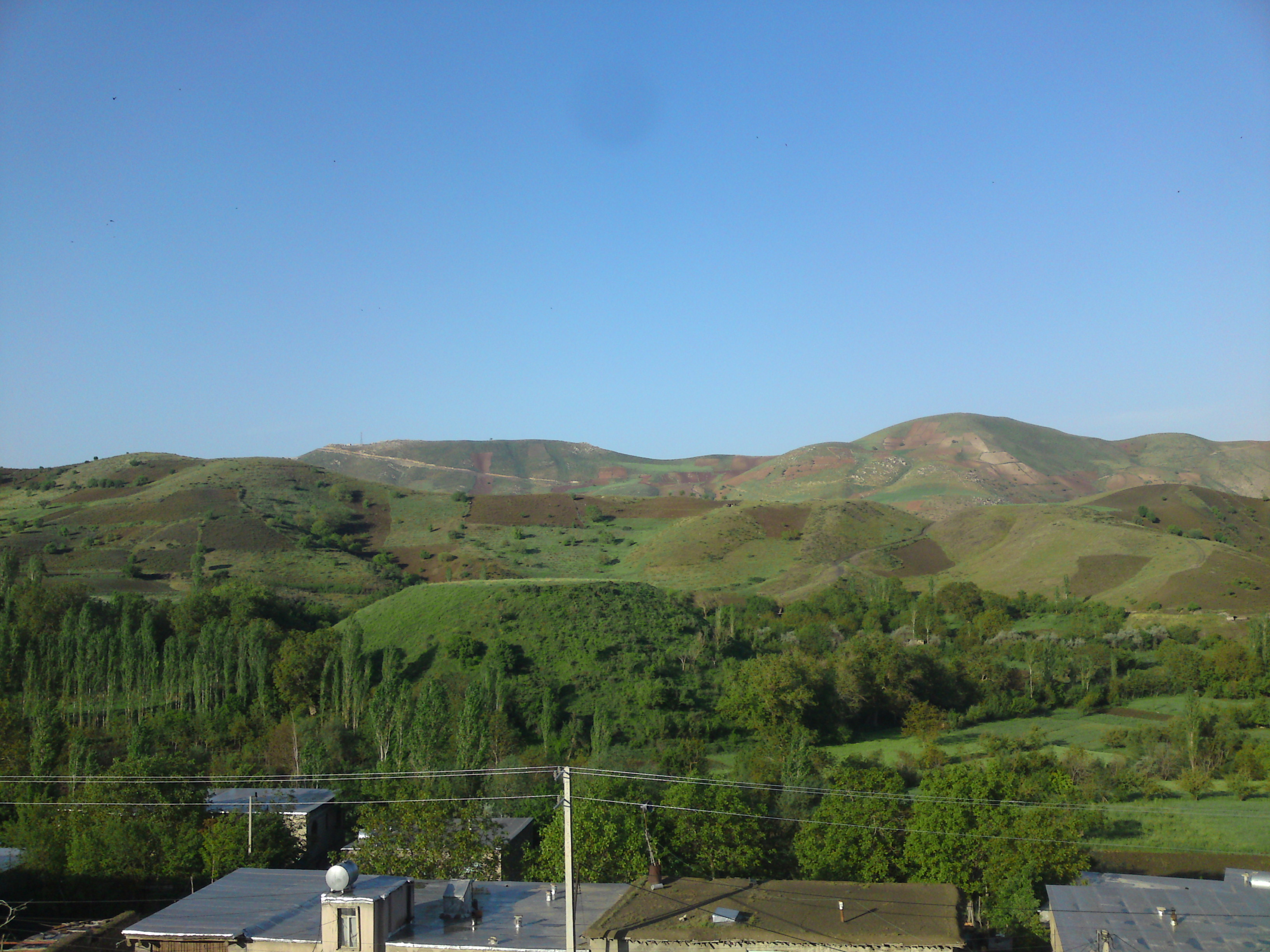

۱- کوری مریه م ۲- کوری گاول ۳- هیشاره ۵- توه نه و عولله خجانی ۶- حه شه به نا ۷- که لامه سیاوه ۸- چه هارگا ۹- مله که وه

## چشمه‌ها
۱- گریان مرد ۲- سنجین ۳- چه مه و وه زه قالاوی ۴- هانه مراو ۵- هانه شیخ ۶- هانه ویل ۷- هانه ریز ۸- هانه کاریز ۹- هانه و سنجر خانی ۱۰- هانه تریشقه ۱۱- چه مه و هه ساره شیتهٔ ۱۲- هانه سه رده

## محصولات
انگور سیاه ، گردو، توت فرنگی، گلابی، گیلاس، سیب، آلو، زردآلو، آلبالو.